# Ecuadoraans voetbalelftal (vrouwen)
Het Ecuadoriaans vrouwenvoetbalelftal is een voetbalteam dat uitkomt voor Ecuador bij internationale wedstrijden, zoals het Zuid-Amerikaans kampioenschap.

## Prestaties op eindronden

### Wereldkampioenschap
| Jaar   | Resultaat                         | Wed                               | W                                 | G                                 | V                                 | DV                                | DT                                |
| ------ | --------------------------------- | --------------------------------- | --------------------------------- | --------------------------------- | --------------------------------- | --------------------------------- | --------------------------------- |
| 1991   | Niet deelgenomen aan kwalificatie | Niet deelgenomen aan kwalificatie | Niet deelgenomen aan kwalificatie | Niet deelgenomen aan kwalificatie | Niet deelgenomen aan kwalificatie | Niet deelgenomen aan kwalificatie | Niet deelgenomen aan kwalificatie |
| 1995   | Niet gekwalificeerd               | Niet gekwalificeerd               | Niet gekwalificeerd               | Niet gekwalificeerd               | Niet gekwalificeerd               | Niet gekwalificeerd               | Niet gekwalificeerd               |
| 1999   | Niet gekwalificeerd               | Niet gekwalificeerd               | Niet gekwalificeerd               | Niet gekwalificeerd               | Niet gekwalificeerd               | Niet gekwalificeerd               | Niet gekwalificeerd               |
| 2003   | Niet gekwalificeerd               | Niet gekwalificeerd               | Niet gekwalificeerd               | Niet gekwalificeerd               | Niet gekwalificeerd               | Niet gekwalificeerd               | Niet gekwalificeerd               |
| 2007   | Niet gekwalificeerd               | Niet gekwalificeerd               | Niet gekwalificeerd               | Niet gekwalificeerd               | Niet gekwalificeerd               | Niet gekwalificeerd               | Niet gekwalificeerd               |
| 2011   | Niet gekwalificeerd               | Niet gekwalificeerd               | Niet gekwalificeerd               | Niet gekwalificeerd               | Niet gekwalificeerd               | Niet gekwalificeerd               | Niet gekwalificeerd               |
| 2015   | Eerste ronde                      | 3                                 | 0                                 | 0                                 | 3                                 | 1                                 | 17                                |
| Totaal | 1/7                               | 3                                 | 0                                 | 0                                 | 3                                 | 1                                 | 17                                |

### Olympische Spelen
| Jaar   | Resultaat           | Wed                 | W                   | G                   | V                   | DV                  | DT                  |
| ------ | ------------------- | ------------------- | ------------------- | ------------------- | ------------------- | ------------------- | ------------------- |
| 1996   | Niet gekwalificeerd | Niet gekwalificeerd | Niet gekwalificeerd | Niet gekwalificeerd | Niet gekwalificeerd | Niet gekwalificeerd | Niet gekwalificeerd |
| 2000   | Niet gekwalificeerd | Niet gekwalificeerd | Niet gekwalificeerd | Niet gekwalificeerd | Niet gekwalificeerd | Niet gekwalificeerd | Niet gekwalificeerd |
| 2004   | Niet gekwalificeerd | Niet gekwalificeerd | Niet gekwalificeerd | Niet gekwalificeerd | Niet gekwalificeerd | Niet gekwalificeerd | Niet gekwalificeerd |
| 2008   | Niet gekwalificeerd | Niet gekwalificeerd | Niet gekwalificeerd | Niet gekwalificeerd | Niet gekwalificeerd | Niet gekwalificeerd | Niet gekwalificeerd |
| 2012   | Niet gekwalificeerd | Niet gekwalificeerd | Niet gekwalificeerd | Niet gekwalificeerd | Niet gekwalificeerd | Niet gekwalificeerd | Niet gekwalificeerd |
| 2016   | Niet gekwalificeerd | Niet gekwalificeerd | Niet gekwalificeerd | Niet gekwalificeerd | Niet gekwalificeerd | Niet gekwalificeerd | Niet gekwalificeerd |
| Totaal | 0/6                 | 0                   | 0                   | 0                   | 0                   | 0                   | 0                   |

### Zuid-Amerikaans kampioenschap
| Jaar   | Resultaat                         | Wed                               | W                                 | G                                 | V                                 | DV                                | DT                                |
| ------ | --------------------------------- | --------------------------------- | --------------------------------- | --------------------------------- | --------------------------------- | --------------------------------- | --------------------------------- |
| 1991   | Niet deelgenomen aan kwalificatie | Niet deelgenomen aan kwalificatie | Niet deelgenomen aan kwalificatie | Niet deelgenomen aan kwalificatie | Niet deelgenomen aan kwalificatie | Niet deelgenomen aan kwalificatie | Niet deelgenomen aan kwalificatie |
| 1995   | Eerste ronde                      | 4                                 | 1                                 | 1                                 | 2                                 | 9                                 | 21                                |
| 1998   | Vierde plaats                     | 6                                 | 2                                 | 2                                 | 2                                 | 14                                | 20                                |
| 2003   | Eerste ronde                      | 2                                 | 1                                 | 1                                 | 0                                 | 3                                 | 1                                 |
| 2006   | Eerste ronde                      | 4                                 | 1                                 | 1                                 | 2                                 | 4                                 | 5                                 |
| 2010   | Eerste ronde                      | 4                                 | 3                                 | 0                                 | 1                                 | 8                                 | 6                                 |
| 2014   | Derde plaats                      | 7                                 | 3                                 | 0                                 | 4                                 | 7                                 | 11                                |
| Totaal | 6/7                               | 27                                | 11                                | 5                                 | 11                                | 45                                | 64                                |

### Pan-Amerikaanse Spelen
| Jaar   | Resultaat    | Wed | W | G | V | DV | DT |
| ------ | ------------ | --- | - | - | - | -- | -- |
| 2015   | Eerste ronde | 3   | 1 | 0 | 2 | 5  | 12 |
| Totaal | 1/5          | 3   | 1 | 0 | 2 | 5  | 12 |

## Selecties

### Wereldkampioenschap
| Doel        |                    |  |  |                          |
| 1           | Shirley Berruz     |  |  | Rocafuerte               |
| 12          | Irene Tobar        |  |  | Atlético de Febrero      |
| 22          | Andrea Vera        |  |  | Universidad Quito        |
| Verdediging |                    |  |  |                          |
| 2           | Katherine Ortiz    |  |  | Rocafuerte               |
| 3           | Nancy Aguilar      |  |  | Atlético de Febrero      |
| 4           | Merly Zambrano     |  |  | Espuce FC                |
| 6           | Angie Ponce        |  |  | Talleres Emanuel         |
| 7           | Ingrid Rodriguez   |  |  | Unión Española           |
| 16          | Ligia Moreira      |  |  | Atlético de Febrero      |
| Middenveld  |                    |  |  |                          |
| 5           | Mayra Olvera       |  |  | Atlético de Febrero      |
| 8           | Erika Vasquez      |  |  | Unión Española           |
| 13          | Madelin Riera      |  |  | Unión Española           |
| 15          | Ana Palacios       |  |  | Rocafuerte               |
| 17          | Alexandra Salvador |  |  | Universidad Quito        |
| 18          | Adriana Barre      |  |  | Galápagos SC             |
| 19          | Kerlly Real        |  |  | Espuce FC                |
| 21          | Mabel Velarde      |  |  | Sociedad Deportivo Quito |
| Aanval      |                    |  |  |                          |
| 9           | Giannina Lattanzio |  |  | Atlético de Febrero      |
| 10          | Ambar Torres       |  |  | Talleres Emanuel         |
| 11          | Monica Quinteros   |  |  | Atlético de Febrero      |
| 14          | Carina Caicedo     |  |  | Sociedad Deportivo Quito |
| 20          | Denise Pesantes    |  |  | Galápagos SC             |
| 23          | Mariela Jacome     |  |  | Universidad Quito        |

FEF · A-internationals · Bondscoaches · Selecties · Statistieken · Ecuadoraans vrouwenelftal · Olympisch elftal · Ecuador U21 · Ecuador U20 · Ecuador U18 · Ecuador U17
1938 – 1949 ·
1950 – 1959 ·
1960 – 1969 ·
1970 – 1979 ·
1980 – 1989 ·
1990 – 1999 ·
2000 – 2009 ·
2010 – 2019 ·
2020 − 2029
WK 2002 · 
WK 2006 · 
WK 2014
1938 · 
1939 · 
1940 · 
1941 · 
1942 · 
1943 · 1944 · 
1945 · 
1946 · 
1947 · 
1948 · 
1949 · 
1950 · 1951 · 1952 · 
1953 · 
1954 · 
1955 · 
1956 · 
1957 · 
1958 · 
1959 · 
1960 · 
1961 · 1962 · 
1963 · 
1964 · 
1965 · 
1966 · 
1967 · 1968 · 
1969 · 
1970 · 
1971 · 
1972 · 
1973 · 
1974 · 
1975 · 
1976 · 
1977 · 
1978 · 
1979 · 
1980 · 
1981 · 
1982 · 
1983 · 
1984 · 
1985 · 
1986 · 
1987 · 
1988 · 
1989 · 
1990 · 
1991 · 
1992 · 
1993 · 
1994 · 
1995 · 
1996 · 
1997 · 
1998 · 
1999 · 
2000 · 
2001 · 
2002 · 
2003 · 
2004 · 
2005 · 
2006 · 
2007 · 
2008 · 
2009 · 
2010 · 
2011 · 
2012 · 
2013 · 
2014 · 
2015 · 
2016 · 
2017 ·
2018 ·
2019 ·
2020 ·
2021 ·
2022
Argentinië ·
Armenië ·
Australië ·
Bolivia · 
Brazilië ·
Bulgarije ·
Canada ·
Chili ·
Colombia ·
Costa Rica ·
Cuba ·
Denemarken ·
DDR ·
Duitsland ·
El Salvador ·
Engeland ·
Estland ·
Finland ·
Frankrijk ·
Griekenland ·
Guatemala ·
Haïti ·
Honduras ·
Ierland ·
Irak ·
Iran ·
Italië ·
Jamaica ·
Japan ·
Joegoslavië ·
Jordanië ·
Kaapverdië ·
Koeweit ·
Kroatië · 
Libanon ·
Mexico ·
Nederland ·
Nigeria ·
Noord-Macedonië ·
Oeganda ·
Oman ·
Panama ·
Paraguay ·
Peru ·
Polen ·
Portugal ·
Qatar ·
Roemenië ·
Saoedi-Arabië ·
Schotland ·
Senegal ·
Spanje ·
Trinidad en Tobago ·
Turkije · 
Uruguay ·
Venezuela ·
Verenigde Staten ·
Wit-Rusland ·
Zambia ·
Zuid-Afrika ·
Zuid-Korea ·
Zweden ·
Zwitserland
Costa Rica (2006) · 
Duitsland (2006) · 
Engeland (2006) · 
Frankrijk (2014) · 
Honduras (2014) · 
Nederland (2022) · 
Polen (2006) · 
Qatar (2022) · 
Zwitserland (2014)